# 安德烈亚斯·汤姆
安德烈亚斯·汤姆（德語：Andreas Thom，1965年9月7日—），德国前男子足球运动员，场上位置是前锋。他曾代表德国国家队参加1992年欧洲足球锦标赛，结果队伍获得亚军。